# STS-120
STS-120 var Discovery 34. rumfærge-mission.
Opsendt 23. oktober 2007 og vendte tilbage den 7. november 2007.
Rumfærgen lagde til ved Den Internationale Rumstation, fire rumvandringer blev udført i løbet af missionen der varede i 15 dage.
Discovery medbragte koblingsmodulet Harmony (2. knudepunkt) på 15,7 ton som blev midlertidigt tilkoblet koblingsmodulet Unity (1. knudepunkt). Efter Discoverys afgang blev Harmony permanent installeret på USA's laboratoriemodul Destinys ledige port. Harmony er nødvendig for den yderligere udvidelse af rumstationen med Europas Columbus- og Japans Kibōlaboratoriemoduler. Harmonys forreste og nederste porte fik monteret to adaptere (Pressurized Mating Adapter) så rumfærgerne, Sojuz-, Progress- og Orionfartøjerne kan tilkobles rumstationen. Harmonys sidste og øverste port skulle oprindeligt anvendes af det amerikanske Centrifuge Accommodations Module, hvor langtidsvirkninger af lunare og marsianske tyngdekræfter skulle studeres før mennesker skal opholde sig i halve til hele år på deres overflader. Dette modul er dog blevet offer for NASA's sparekniv.

## Besætning
- Pamela Melroy (kaptajn)
- George D. Zamka (pilot)
- Scott E. Parazynski (1. missionsspecialist)
- Stephanie Wilson (2. missionsspecialist)
- Douglas H. Wheelock (3. missionsspecialist)
- Paolo A. Nespoli (4. missionsspecialist) ESA

### Fra jorden til ISS, ISS besætning 16
- Daniel M. Tani (ISS Ingeniør)

### Fra ISS retur til jorden, ISS besætning 16
- Clayton Anderson (ISS Ingeniør)

## Missionen
- Indvending i forskningsmodulet Harmony.
- Pam Melroy og Peggy Whitson.
- George H.W. Bush på besøg i "Mission Control" taler med besætingen.

Hovedartikler: